# Temple réformé de Fasor
Le Temple réformé de Fasor (en hongrois : Fasori református templom) est un temple calviniste situé dans le 7e arrondissement de Budapest. 